# Horrorscope (오버킬의 음반)
《Horriscope》는 미국의 스래시 메탈 밴드 오버킬의 다섯 번째 스튜디오 음반으로, 1991년 9월 3일, 애틀랜틱과 메가포스 레코드를 통해 발매되었다. 이 음반은 기타리스트 메리트 갠트와 롭 칸나비노의 듀오가 참여한 첫 번째 오버킬 음반이었고, 1995년까지 애틀랜틱에 머물렀지만, 메가포스를 통해 발매된 마지막 음반이다. 전작인 《The Years of Decay》 (1989년)와 마찬가지로, 《Horriscope》는 테리 데이트가 프로듀싱했다.

## 배경
밴드의 창립 멤버인 바비 엘스워스 (보컬)와 D.D. 버니 (베이스)와의 불화 속에서 밴드를 떠나거나 해고된 오랜 기타리스트 바비 구스타프슨이 떠난 후, 오버킬은 구스타프슨의 기타 기술자였던 칸나비노와 갠트 (이전에는 스래시 메탈 밴드 페이스 오브 피어 출신)에 두 명의 새로운 기타리스트를 추가했다. 1992년, 드러머 시드 팔크는 《Horrorscope》 투어 도중 밴드를 떠났고, 전 M.O.D. 드러머 팀 말라레로 대체되었다.

## 평가
| 전문가 평가 | 전문가 평가 |
| 평가 점수   | 평가 점수   |
| 출처        | 점수        |
| ----------- | ----------- |
| AllMusic    | [ 5 ]       |
| Rock Hard   | 8.5/10      |

올뮤직의 에두아르도 리바다비아는 《Horrorscope》에게 긍정적인 평가를 내렸고, "1990년 창립 기타리스트이자 주요 작곡가인 바비 구스타프슨이 탈퇴하면서 오버킬 팬들 사이에서 느끼는 불안감은 결국 근거가 없는 것으로 판명되었습니다. 롭 칸나비노와 메리트 갠트가 참여하는 뉴욕 스래셔의 확장된 투 기타 라인업이 1991년 《Horrorscope》에서 그룹 경력의 최고의 노력을 거의 틀림없이 전달했을 때 말입니다."

## 곡 목록
모든 곡들은 특별한 언급이 없는 한 오버킬에 의해 작사/작곡하였다.
| #   | 제목                          | 작사·작곡   | 재생 시간 |
| --- | ----------------------------- | ----------- | --------- |
| 1.  | 〈Coma〉                      |             | 5:23      |
| 2.  | 〈Infectious〉                |             | 4:04      |
| 3.  | 〈Blood Money〉               |             | 4:07      |
| 4.  | 〈Thanx for Nothin'〉         |             | 4:07      |
| 5.  | 〈Bare Bones〉                |             | 4:52      |
| 6.  | 〈Horrorscope〉               |             | 5:49      |
| 7.  | 〈New Machine〉               |             | 5:18      |
| 8.  | 〈Frankenstein (기악)〉       | 에드거 윈터 | 3:28      |
| 9.  | 〈Live Young, Die Free〉      |             | 4:11      |
| 10. | 〈Nice Day... for a Funeral〉 |             | 6:17      |
| 11. | 〈Soulitude〉                 |             | 5:25      |